# Rehbar-I

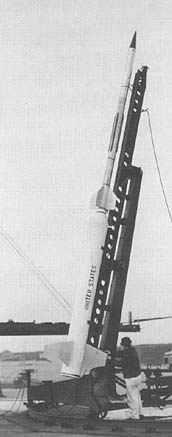
o Rehbar-I Nike-Cajun em posição de lançamento, em 1961, em Sonmiani.

O Rehbar foi uma família de veículos lançadores espaciais do Paquistão. O Rehbar-I foi o primeiro foguete a fazer lançamento espacial da Space and Upper Atmosphere Research Commission (SUPARCO), em 7 de junho de 1962. O Rehbar-I era um foguete de dois estágios de combustível sólido.
Vários modelos de foguetes de sondagem Rehbar foram lançados, 200 vezes entre 1961 e 1972. Os foguetes de Sondagem Rehbar não estão mais em serviços para a SUPARCO. Rehbar é uma palavra urdu que em tradução literária significa "Aquele que lidera o caminho".